# Joseph Lafont
Michel Laurent Marie Joseph Lafont (1874–1961) est un général et responsable du scoutisme français.

## Biographie
Élève de la 79e promotion (Alexandre III) de l’École spéciale militaire de Saint-Cyr (1894-1896), officier de cavalerie, le Général Joseph Lafont a notamment été le Commandant de l’Ecole d’application de la Cavalerie de Saumur (1925-1929), de la 4e division de cavalerie puis celui de la 17e région militaire, à Toulouse.
Le 25 novembre 1936, le Général Lafont devient Chef-Scout des Scouts de France, succédant au Général Arthur Guyot de Salins. Il exerce aussi la présidence tournante du Bureau Inter-Fédéral (BIF).
Rappelé au service en 1939, il est général d'armée commandant la région militaire de Bordeaux lors de l'Armistice.
En 1940, il devient Chef-Scout de la Fédération du Scoutisme Français. Proche du Maréchal Pétain, c'est à son initiative que la Charte de l'Oradou fut adoptée permettant aux EIF, malgré leur interdiction officielle, de poursuivre certaines activités.
Il est contraint de démissionner de son poste de Chef-Scout du Scoutisme Français le 14 avril 1948 en raison de sa présence au sein du comité pour la libération du Maréchal Pétain. Il continue cependant à siéger au Conseil National des Scouts de France jusqu'au 4 novembre 1956, date à laquelle une assemblée générale met fin à son mandat, en même temps que celui de Pierre Delsuc.

## Décorations
Il est grand officier de la Légion d’honneur, huit fois cité et trois fois blessé au combat.